# 海滄大橋

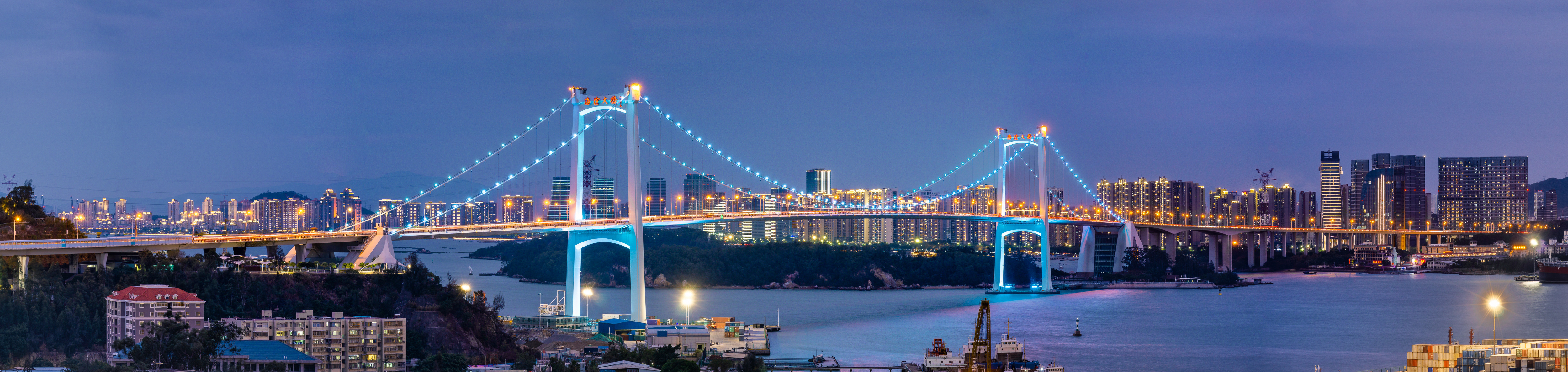
海沧大桥夜色全景

海滄大橋坐落在厦门西港中部，是从厦门岛通往海沧的一座兼具公路和城市桥梁功能的内海湾大桥，同时也是亚洲第一、世界第二（仅次于丹麦）的三跨连续全漂浮钢箱梁悬索桥，代表着20世纪中国建桥水平最高成就。作为厦门出岛的第二条通道，海沧大桥连通厦门东渡与海沧台商投资区。它的建成，象征着厦门在21世纪初要实现“一环数片，众星拱月”的大城市格局，并由海沧、杏林、集美、同安组成相互关联的几个片区，使厦门从一座海岛型城市发展成一座海湾型城市。
大桥是由东渡互通立交東引橋、東航道橋、全漂浮鋼箱梁懸索橋、西航道橋、西引橋、西引道、石塘立交等大型工程组成的雙向六車道公路特大橋樑，全长5,926.572米，主跨648米，桥面宽度32米，设计通行能力为50,000辆/日，行车时速为80公里/时，工程概算总投资28.7亿人民币，于1996年12月18日动土兴建，主体工程于1997年6月份正式开工建设，全桥于1999年12月30日顺利通车。
包括完成开堤建桥改造的高集海堤，厦门岛目前已有厦门大桥、海沧大桥、集美大桥、杏林大桥、翔安隧道、海沧隧道、翔安大桥等五桥二隧一堤总计八条联外公路要道。

## 鄰近景點
- 東岸遊覽區
- 橋樑博物館
- 火燒嶼遊樂島
- 青少年科技館
- 西岸公園
- 太平山休閒度假區

## 外部參考
- 廈門海滄大橋